# Penrhyn Bay
Penrhyn Bay – wieś w północnej Walii, w hrabstwie Conwy, położona nad zatoką Penrhyn (Morze Irlandzkie), na południowy wschód od przylądka Little Orme, pomiędzy miastami Colwyn Bay na wschodzie i Llandudno na zachodzie. W 2011 roku liczyła 4432 mieszkańców.
Pierwotnie w miejscu tym znajdowały się dwie osobne, niewielkie osady rolnicze – Penrhyn-side i Penrhyn Bay. W XIX wieku otwarty został kamieniołom wapienia, który eksploatowano do 1936 roku. Miejscowość rozbudowana została w XX wieku (w szczególności w latach 30., 50., 60. i 90.), pełni głównie funkcję mieszkalną.